# Andechs
Andechs är en kommun och ort i Landkreis Starnberg i Regierungsbezirk Oberbayern i förbundslandet Bayern i Tyskland.